# 施拉格
维尔纳·施拉格尔（德語：Werner Schlager，1972年9月28日—），常被称为施拉格，奥地利乒乓球运动员。
施拉格的父亲和兄长都是奥地利顶尖乒乓球运动员，施拉格6岁开始从他们学习乒乓球。在参加多次单打和双打锦标赛后，他在2003年举行的第47届世界乒乓球锦标赛男单决赛中战胜韩国选手朱世赫获得冠军，并因此获选为“年度奥地利运动员”。

## 技术特点
施拉格右手横拍，以两翼凌厉的弧旋和大板打回头而进攻，同时有欧洲队员少有的发球技术，沉稳的作风。

## 大赛成绩
- 1989年欧锦赛男双亚军；
- 1996年澳大利亚公开赛男单、男双冠军，英国、美国公开赛男双冠军；
- 1997年澳大利亚公开赛男双亚军，波兰公开赛男双冠军；
- 1998年欧锦赛欧锦赛男双四强，克罗地亚公开赛男双冠军；
- 1999年世界杯男单亚军，第45届世乒赛男单四强、男双八强，澳大利亚、捷克公开赛男双冠军，巴西公开赛男双亚军；
- 2000年丹麦公开赛男单亚军、男双冠军，波兰公开赛男双亚军，第27届奥运会男单、男双八强，欧洲12强赛男单冠军，欧锦赛男双四强，世锦赛男单四强；
- 2001年德国公开赛男单亚军，巴西公开赛男双冠军，世界杯男单八强；
- 2002年巴西公开赛男单、男双冠军，韩国公开赛男单冠军，波兰公开赛男单亚军，欧锦赛男单四强、男双八强，世界杯男单第四；
- 2003年欧洲12强赛男单第三，欧锦赛混双冠军，卡塔尔公开赛男双亚军，第47届世乒赛男单冠军、男双八强；
- 2004年世乒赛男团第六名，克罗地亚公开赛男单冠军、男双亚军，埃及公开赛男单、男双亚军，巴西公开赛男单亚军，欧洲12强赛男单亚军，世界杯并列第五；
- 2005年欧锦赛男团亚军、男双冠军，欧洲12强赛男单第五，克罗地亚公开赛男单亚军，俄罗斯公开赛男双冠军；
- 2006年欧洲12强赛男单亚军。
- 2010年阿联酋乒乓球团体世界杯男团季军